# Wladimir Wagner
Wladimir Wagner (* 2. August 2001 in Soest) ist ein deutscher Fußballspieler. 

## Werdegang
Der Stürmer Wladimir Wagner wurde im Nachwuchsbereich von Borussia Dortmund ausgebildet. In der Winterpause der Saison 2017/18 wechselte Wagner von der Borussia, die am Saisonende die Meisterschaft holen sollten, zum SC Paderborn 07. Im Sommer 2020 rückte Wagner in die zweite Mannschaft der Paderborner auf und spielte fortan in der Oberliga Westfalen, wo er in der Saison 2021/22 mit seiner Mannschaft Dritter wurde und den Aufstieg in die Regionalliga West nur knapp verfehlte. Zur Saison 2022/23 wechselte Wagner zum SC Verl in die 3. Liga. Am 23. Juli 2022 gab er sein Profidebüt im Spiel beim 1. FC Saarbrücken. Nachdem Wagner in der Hinrunde insgesamt zu nur zwei Einsätzen gekommen war, wechselte er in der Winterpause zum Regionalligisten SV Lippstadt 08.